# Anton Focky
Anton Focky, avstrijski jezuit, filozof in teolog, * 29. marec 1711, Dunaj, † 1782, Lanzdorf.
Bil je rektor Jezuitskega kolegija v Steyrju (1759-1762), v Kremsu (1762-1766), v Ljubljani (20. marec 1766 - 26. april 1769) in v Celovcu (1769-1772).